# Justizamt Rotenburg
Das Justizamt Rotenburg (ab 1834 Justizamt Rotenburg I, Justizamt Rotenburg II und Justizamt Rotenburg III) war ein Hessen-Rotenburgisches bzw. von 1821 bis 1866 ein kurhessisches Justizamt, also ein Gericht erster Instanz im Kurfürstentum Hessen mit Sitz in Rotenburg an der Fulda.

## Geschichte
In Rotenburg bestand im HRR das Amt Rotenburg von Hessen-Rotenburg. Dieses war gleichzeitig Verwaltungsbehörde und Eingangsgericht.
Zwischen 1806 und 1813 war Eschwege Teil des Königreichs Westphalen. Die Verwaltungsaufgaben übernahm hier der Kanton Rotenburg, Eingangsgericht war das Friedensgericht Rotenburg. Nach der Neubildung Kurhessens und Hessen-Rotenburgs wurde das alte Amt Rotenburg wieder gebildet.
Mit Edikt vom 29. Juni 1821 wurden im Kurfürstentum Hessen Verwaltung und Justiz voneinander getrennt. Die staatliche Verwaltung wurde auf unterer Ebene auf Kreise übertragen, für die Rechtsprechung eine dreistufige, landeseinheitlich Gerichtsorganisation geschaffen, die allerdings in begrenzten Gebietsteilen des Kurfürstentums noch bis in die Mitte des 19. Jahrhunderts von standesherrlicher und Patrimonialgerichtsbarkeit durchbrochen war.
Rotenburg wurde in Bezug auf die Verwaltung Teil des Landkreises Rotenburg, die Gerichtsfunktionen übernahm das Justizamt Rotenburg. Es war dem Obergericht für die Provinz Niederhessen nachgeordnet. Dieses Justizamt war jedoch nur für diejenigen Orte zuständig, die nicht zu Hessen-Rotenburg gehörten. Für die Hessen-Rotenburgischen Orte wurden zwei Justizämter errichtet, das Oberamt Rotenburg und das Unteramt Rotenburg. Diese waren der Justizkanzlei Rotenburg nachgeordnet.
Dem kurhessischen Justizamt Rotenburg waren zwei Assistenzämter zugeordnet, das Assistenzamt Nentershausen und das Assistenzamt Neuenstein in Raboldshausen. Hintergrund war, dass im HRR auch die Ämter Nentershausen und Neuenstein bestanden hatten. Das Assistenzamt Neuenstein wurde zum 31. Dezember 1823 aufgehoben und sieben Gemeinden aus dessen Sprengel, darunter Raboldshausen, dem neugebildeten Assistenzamt Borken und die anderen 10 Gemeinden des Sprengels dem Justizamt Rotenburg zugeordnet. Das Assistenzamt Nentershausen wurde zum Jahresanfang 1827 in das eigenständige Justizamt Nentershausen überführt und erhielt in diesem Zusammenhang drei Gemeinden aus dem Sprengel des Justizamts Rotenburg.
Nach dem Aussterben der Linie Hessen-Rotenburg im Jahr 1834 wurden die dortigen Justizämter in kurhessische Justizämter überführt. Im Zuge dieser Änderung wurde das Hessen-Rotenburgische Oberamt Rotenburg in Justizamt Rotenburg I und das Unteramt Rotenburg in Justizamt Rotenburg III umbenannt. Auch dieses wurde nun dem Obergericht für die Provinz Niederhessen nachgeordnet. Das kurhessische Justizamt Rotenburg wurde nun als Justizamt Rotenburg II bezeichnet.
Am 1. Januar 1837 wurde das Justizamt Rotenburg III aufgehoben und dessen Gerichtssprengel den beiden anderen Justizämtern zugeordnet. Danach umfasste die Gerichtsbezirke folgende Gemeinden:
- Justizamt Rotenburg I: Stadt Rotenburg, Asmushausen, Bebra, Blankenheim, Braunhausen, Hof Ellingrode, Gilfershausen, Hönebach, Lispenhausen, Lüdersdorf, Hof Michels, Monshausen und Weiterode
- Justizamt Rotenburg II: Alteteich, Atzelrode, Baumbach, Beenhausen, Braach, Dankerode, Hof Emrichsrode, Erdpenhausen, Erkshausen, Ersrode, Hof Güttels, Hainrode, Hausen, Hergershausen, Heyerode, Licherode, Lichtenhagen, Ludwigseck, Mündershausen, Nausis, Nenterode, Niederellenbach, Niedergude, Niederthalhausen, Oberellenbach, Obergude, Oberthalhausen, Rengshausen, Schwarzenhasel, Seifertshausen, Sterkelshausen, Trunsbach und Wüstefeld.[1]

1849 bis 1951 gehörten die beiden Justizämter zum Obergericht Rotenburg an der Fulda.
Mit der Annexion Kurhessens durch Preußen 1866 wurden in der neuen Provinz Hessen-Nassau Amtsgerichte eingerichtet. Die beiden Justizämter in Rotenburg wurde entsprechend am 1. September 1867 zusammengelegt und in das Amtsgericht Rotenburg an der Fulda umgewandelt.